# Beth Shriever
Bethany "Beth" Shriever, född 19 april 1999, är en brittisk tävlingscyklist som tävlar i BMX.
Shriever tog guld i BMX-racing vid olympiska sommarspelen 2020 i Tokyo.